# Yrkjefjorden
Le Yrkefjord ou Yrkjefjorden est un fjord situé dans les municipalités de Tysvær et Vindafjord dans le comté de Rogaland, en Norvège. C’est un bras du Krossfjord et il forme la partie ouest de l'« auberge » (la croix). Le fjord est long d’environ 12 kilomètres et a un fjord latéral, le Vatsfjorden, qui va vers le nord à mi-chemin dans le fjord. Le Vatsfjorden est d’environ cinq kilomètres de long. La frontière entre les municipalités de Vindafjord au nord et Tysvær au sud suit le Yrkefjorden. Le bras de mer à l’est est situé entre Metteneset au sud et Fløkje au nord. Au nord-ouest de l’inlet, le Sandeidfjorden se dirige plus au nord.
Il n’y a que de petites localités le long du fjord. Sur le côté sud se trouve le village de Vassendvik, à peu près au sud de l’entrée du Vatsfjorden. À l’intérieur du fjord se trouve le village d’Yrke, d’après lequel le fjord est nommé.
Le Yrkefjorden a été le chantier de construction des plates-formes pétrolières Troll, Draugen et Gullfaks C.